# Tadeusz Kantor
Tadeusz Kantor, född 6 april 1915 i Wielopole Skrzyńskie, död 8 december 1990 i Kraków, var en polsk teaterregissör, målare, scenograf, grafiker, konst- och teaterteoretiker. Han blev under 1970- och 80-talen internationellt känd för sina märkliga teaterföreställningar med motiv från hans eget liv och Polens stormiga historia. Kantor räknas som en av Polens mest betydelsefulla bildkonstnärer under 1900-talet och han är en viktig del av den moderna teaterhistorien.

## Biografi

### Tidiga år
Kantor föddes 1915 i den lilla staden Wielopole Skrzyńskie i den galiziska delen av Österrike-Ungern (dagens Nedre Karpaternas vojvodskap i sydöstra Polen). Under sina sex första år bodde Kantor tillsammans med flera släktingar i prästgården i Wielopole, där hans mors morbror var präst. Den judiska kulturen spelade stor roll i Wielopole före andra världskriget, eftersom ungefär hälften av stadens invånare var judar.   Gammelmorbror prästen var bland annat god vän med stadens rabbin och Tadeusz har senare beskrivit vilket stort intryck den judiska kulturen gjorde på honom som barn, något som var tydligt i hans teater.
Fadern Marian var soldat under första världskriget, och som barn träffade Tadeusz honom bara när han ibland var hemma på permission. Efter kriget lämnade fadern familjen och återkom därefter aldrig. När gammelmorbror prästen dog 1921 kunde släktingarna inte längre bo kvar i prästgården. Tadeusz Kantors mor Helena flyttade med sina två barn till den större staden Tarnów. Tadeusz blev elev vid läroverket i staden och 1933 tog han studenten. Året efter började han studera vid konstakademin i Kraków, där han läste kurser i både måleri och scenografi.
Under andra världskriget var det polska kulturlivet på grund av den tyska ockupationsmakten starkt begränsat. Kantor försörjde sig då som målerihantverkare, men delvis även som dekorationsmålare för den tyska teatern i Kraków. Dessutom startade han tillsammans med några unga konstnärskollegor (varav många sedermera blev välkända konstnärer och konstteoretiker) gruppen Teatr Niezależny ('Oberoende teatern'). Teatern var tvungen att verka helt och hållet dolt för myndigheterna och visade sina föreställningar i liten skala i privatpersoners lägenheter. Perioden fick stor betydelse för Kantors konstnärliga utveckling, och han återvände senare ofta till den i olika konstnärliga och sceniska sammanhang.

### Åren efter andra världskriget
Efter kriget började Kantor arbeta som scenograf. Han deltog 1946 i en internationell konstutställning i Paris och kunde året efter, tack vare ett stipendium, tillbringa ett halvår i Paris. Parisvistelsen gjorde Kantor till en övertygad anhängare av modernismen och motståndare till det traditionella måleriet. Under några år deltog han i flera utställningar i Polen och fick arbete som lärare på konstakademin. Dessutom var han medgrundare av vad som sedermera skulle få namnet Grupa Krakowska, en konstnärsgrupp med fokus på modern avantgardistisk konst. Denna period fick ett slut 1949 när den nya kommunistiska regimen, enligt mönster från Sovjetunionen proklamerade den socialistiska realismen som enda tillåtna konstriktning. På grund av detta kunde Kantor inte verka öppet som konstnär, något som höll i sig ända fram till 1955 när politiken liberaliserades. Under denna periode arbetade han i stället som scenograf på Krakóws teatrar.
År 1955 grundade Kantor sin nya teatergrupp, Cricot 2, som sedan utgjorde det viktigaste forumet för Kantors teaterverksamhet under resten av hans liv. Namnet hämtades från den avantgardistiska teatergruppen Cricot som verkade i Krakóws konstnärskretsar på 1930-talet. Kantor ville fortsätta i samma tradition, och Maria Jarema, en av Teatr Cricots ledande medlemmar, var också i början medlem i Cricot 2.
Kantor fortsatte också att verka som konstnär och scenograf. Han blev känd för sina originella konstnärliga scenografier. Hans bilder ställdes ut i Polen och övriga Europa. 1957 var han med och anordnade den andra modernistiska konstutställningen i Warszawa, och året därpå reste han till Sverige och Paris, och ställde bland annat ut på Konstsalongen Samlaren i Stockholm. 1959 deltog han på Documenta 2 i Kassel och året därpå ställde han ut på Saidenberg Gallery i New York, Galleri 54 i Göteborg och på Venedigbiennalen. Allt detta gjorde han samtidigt som han var en ledande figur i Grupa Krakowska.

### Senare års teaterverksamhet
Under 1960-talet var både bildkonst och teater viktiga element i Kantors verksamhet. Under en USA-resa 1965 kom han bland annat i kontakt med Allan Kaprow, en av förgrundsgestalterna inom happeningen, och Kantor insåg de stora likheterna med det han själv gjorde. När han återvände till Polen inledde han en intensiv happeningverksamhet och började även kalla det han sysslade med i Teatr Cricot 2 för happeningteater. I början av 1970-talet blev två av hans teaterföreställningar, Sumphönan och Sötnosar och markattor, mycket uppmärksammade på Edinburghfestivalen.
1975 hade föreställningen Umarła klasa ('Den döda klassen') premiär, något som blev inledningen till Kantors stora internationella framgångar. Den döda klassen turnerade i Europa och USA under flera års tid, blev mycket omskriven och belönades med ett flertal priser. Även de följande föreställningarna fick stor internationell uppmärksamhet och turnerade flitigt. De tillkom delvis i Italien och Tyskland, efter att Kantor inbjudits att verka där.  Två av hans föreställningar visades också i Sverige – Den döda klassen (1979) och Wielopole Wielopole (1984), båda på Kulturhuset i Stockholm.

## Kantors konstnärskap

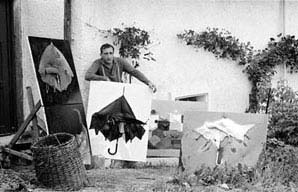
Tadeusz Kantor framför ett antal av sina målningar med paraplyer.

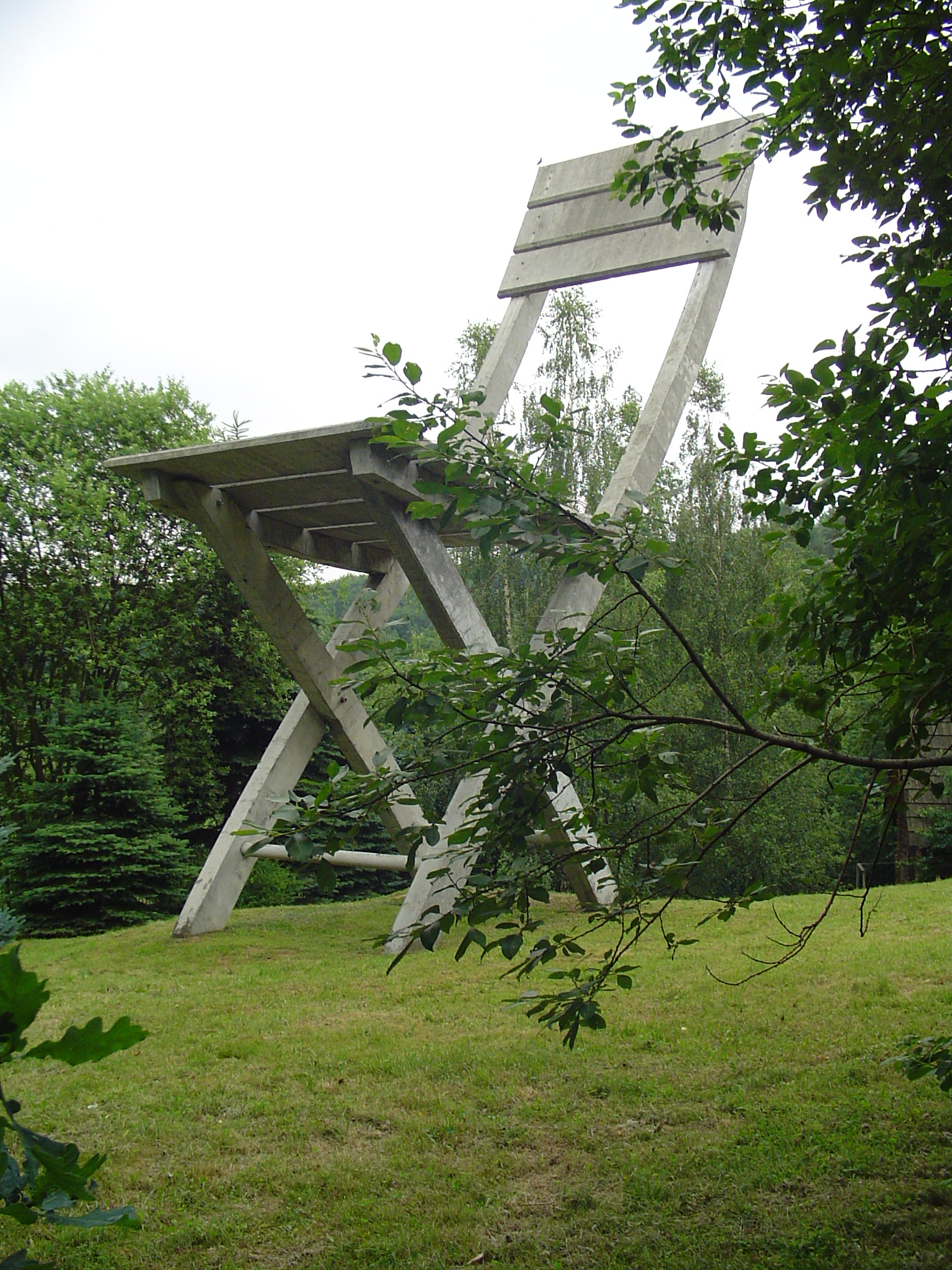
Kantors stolskulptur i Hucisko.

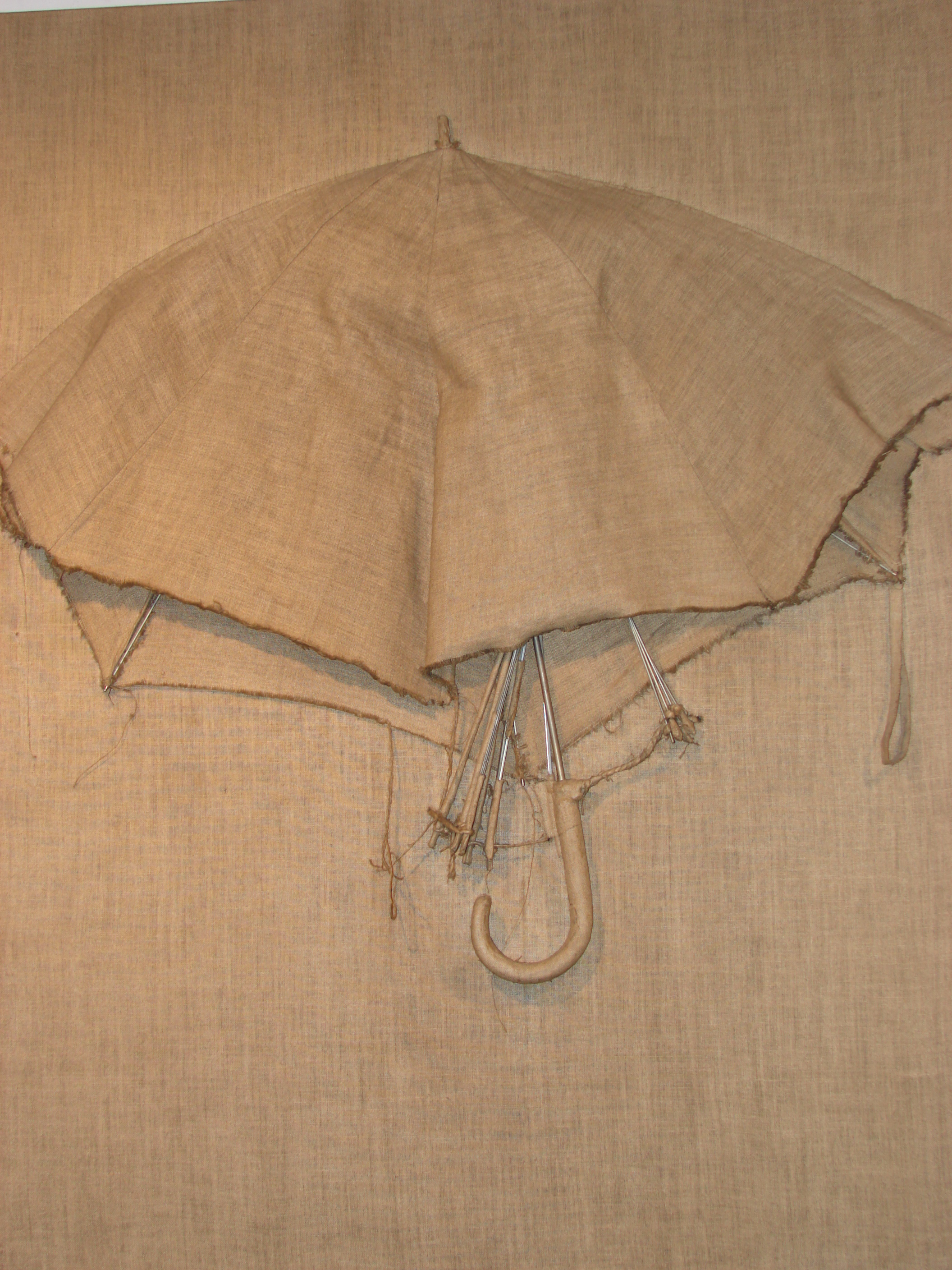
Assemblage/emballage med paraply. Verk av Tadeusz Kantor i Cricotekas samling.

Konst och teater hängde nära ihop hos Kantor. Kantorforskaren Krystyna Czerni har uttryckt det som att han var en målare som tänkte i bilder och använde skådespelare och rekvisita i stället för färg. Själv har han sagt: ”Det är totalkonst. Man kan inte säga: här slutar teatern, här börjar måleriet. För det är samma sak för mig.” Han har också författat många teoretiska skrifter om sin syn på konst och teater, skrifter som finns utgivna på polska och flera andra språk.

### Tidigt konstnärskap
Under de första åren efter kriget låg hans konst nära surrealismen. I slutet av 1950-talet gjorde han tavlor där han spred färg över duken så att abstrakta, dynamiska mönster bildades. Detta sätt att måla kan kallas tachism, action painting, informell konst eller abstrakt expressionism – konstriktningar från olika länder med stora inbördes likheter. Kantor själv föredrog termen informell konst.
1963 var ett viktigt år i Kantors praktik, eftersom han då började avlägsna sig från den informella konsten och samtidigt slutade att verka som scenograf på institutionsteatrar. Istället för måleri övergick han till att skapa assemblage, emballage och happeningar. Emballage innebar att något eller någon, en människa eller ett föremål, placerades inuti någonting annat som ett kuvert, väska, säck etc, eller packades in i filtar eller tygstycken. Emballagen förekom även i hans happeningar och teaterföreställningar. I bildkonsten kombinerades de ofta med assemblage, genom att föremål som kuvert eller paraplyer sattes fast på målarduken så att en reliefbild uppstod. Vissa föremål, som paraplyer och stolar, återkommer ofta i hans konst. Ett annat typiskt drag för Kantor är citat eller referenser till klassiska konstverk av exempelvis Diego Velázquez och Francisco de Goya.

### Happening och stolar
Inspirerad av amerikansk modern konst införde Kantor begreppet happening i Polen. I till exempel Panoramisk havshappening stod en man i frack och ”dirigerade vågorna” från en dirigentpult i vattnet vid en populär turiststrand, medan ett antal åskådare bjudits in att försöka rekonstruera Géricaults målning Medusas flotte i form av ett slags levande skulptur. I Brevet (1968) transporterades ett fjorton meter långt kuvert av sju brevbärare genom Warszawas gator.
Ett annat intresse var stolar. En stapel med hopfällbara stolar spelade en framträdande roll i en av hans teaterföreställningar, och han gjorde ritningar till en flera meter hög skulptur i form av en uppfälld sådan stol som skulle placeras ut i stadsmiljö. Den första uppfördes i trä 1971 framför museet Henie-Onstad Kunstsenter nära Oslo i Norge. Men skulpturen förstördes snabbt av väder och vind och fick plockas ned. Idag finns två av Kantors stolskulpturer i verkligheten, en vid Kantors sommarhus i byn Hucisko utanför Kraków och en i Wrocław.
Under Teatr Cricot 2:s mest framgångsrika år ägnade Kantor inte mycket tid åt måleri, men han återvände till konstformen under sina sista år i livet i en serie målningar med den gemensamma titeln Dalej już nic ('Ingenting mer'). Då var motivet ofta en eller flera deformerade människofigurer i teatrala poser som påminde om figurer från Goyas och Velásquez tavlor.

### Betydelse som bildkonstnär
Åsikterna går isär bland konstkritiker om Kantors ställning som konstnär i Polen. Vissa pekar på att det han skapade sällan var helt eget eller originellt, utan snarare innebar att han aktivt introducerade internationella konstriktningar i Polen. Under den tidigare delen av sin karriär tycks Kantor ha varit mer erkänd som konstnär utomlands än i Polen, och exempelvis nämndes han 1962 i den prestigefyllda tidskriften Art International som kandidat till ett hypotetiskt Nobelpris i konst. Curatorn för en utställning av Kantors verk, Jarosław Suchan, skriver så här: "För den polska konsten är han vad Joseph Beuys är för den tyska konsten och Andy Warhol för den amerikanska. (…) Hans storhet kommer inte bara ur hans verk, utan framför allt ur honom själv som helhet, som ett slags allkonstverk bestående av hans konst, hans teori och hans liv."

## Kantors teater

### Grundtankar i Kantors teater
Kantors teater utvecklades och förändrades, både praktiskt och teoretiskt, under de cirka 50 år han var verksam. Han delade in Teatr Cricot 2:s verksamhet i olika konstnärliga etapper eller inriktningar med olika namn. För varje ny etapp skrev han ett nytt konstnärligt manifest som förklarade grundtankarna. Detta påminner om hur 1900-talets bildkonstnärer lanserade olika ”ismer” som teoretisk ram eller förklaring kring sin konst. De skiftande etapperna behövde inte innebära att Kantors uppsättningar var totalt olika varandra; det handlade snarare om en gradvis utveckling och en önskan att lägga tonvikten vid olika aspekter.

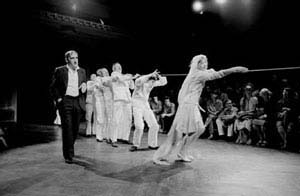
Föreställning av Kantor. Odaterat fotografi.

Kantorforskaren Jan Kłossowicz menar att den bästa övergripande beteckningen på Kantors olika teaterinriktningar är autonom teater. I en av sina många teoretiska texter skrev Kantor: ”Autonom teater kallar jag teater som inte är en apparat för reproduktion eller så kallad scenisk tolkning av litteratur, utan i stället äger sin egen oberoende verklighet”. I likhet med andra stora teaterpersonligheter under 1900-talet ville han alltså poängtera teatern som självständig konstform. Ett annat grundläggande drag, åtminstone fram till 1975, var motviljan mot ”illusionen”, vilken för Kantor var ungefär detsamma som fiktion. Traditionellt ska ett konstverk, oavsett genre, berätta en historia, skapa en fiktion. Mot detta satte Kantor ”verkligheten”. Föremål och händelser på scenen skulle vara verkliga, de skulle inte representera något annat än det sceniska här och nu som publiken såg framför sig. Ett led i detta var att sträva efter publikmedverkan i föreställningarna.
Han talade även om ”det fattiga tinget” och ”lägsta rangens verklighet”. Det innebar att de föremål som fanns med på scenen – antingen det gällde ett vagnshjul, några stolar eller ett badkar – skulle vara enkla och slitna, gärna trasiga. De skulle också vara uppenbart hämtade ur verkligheten utanför scenen, vilket kan ses som en variant av bildkonstbegreppet readymade. Även färgerna på föremål och kostymer skulle vara enkla och anspråkslösa, företrädesvis i svart, vitt och grått. Ett annat typiskt drag var det Kantor kallade "maskiner", det vill säga större specialkonstruerade föremål som spelade en viktig roll i handlingen och samtidigt var visuellt effektfulla. Det kunde exempelvis handla om en råttfälla i mänsklig storlek, en mekanisk vagga eller en stapel med skakande stolar. Ett tredje drag var utforskandet av gränslandet mellan liv och död, mellan människa och maskin, i form av dockor i mänsklig storlek och skådespelare som satts ihop med en konstruktion eller ett föremål. Ibland använde Kantor även begreppet ”bioobjekt” för att beskriva ”maskinernas” och andra speciella föremåls funktion i föreställningarna. Dessa var tätt förenade med den skådespelare som rörde sig vid eller på dem, och varken skådespelaren eller objektet kunde fylla sin funktion i föreställningen på egen hand.
Kantors syn på skådespeleri var i linje med synen på teaterns visuella sida. Även om flera professionella skådespelare deltog i Teatr Cricot 2 föredrog han i allmänhet att arbeta med amatörer, vilka ofta var vänner och bekanta ur konstvärlden. Ofta valde han ut personer med speciell personlighet eller utseende som kunde användas på scenen. Skådespelarna skulle nämligen inte "spela teater" i traditionell mening, inte försöka gestalta en rollfigur. I stället skulle de "vara sig själva" och visa sina egna känslor, om än ofta groteskt uppförstorade enligt Kantors anvisningar. Deras sceniska handlingar var dock noggrant utformade och inrepeterade, och här fanns inget utrymme för improvisation. Ofta låg de långt från vardagsverkligheten: det kunde till exempel handla om att ständigt upprepa vissa enkla handlingar eller att rusa omkring under höga skrik.
Ett unikt drag för Kantors teater var slutligen att han, framför allt under den långa etappen Dödens teater, själv deltog på scenen som ett slags dirigent eller spelledare.

### Fram till 1975: Krigsåren, Witkacy och konstnärliga manifest

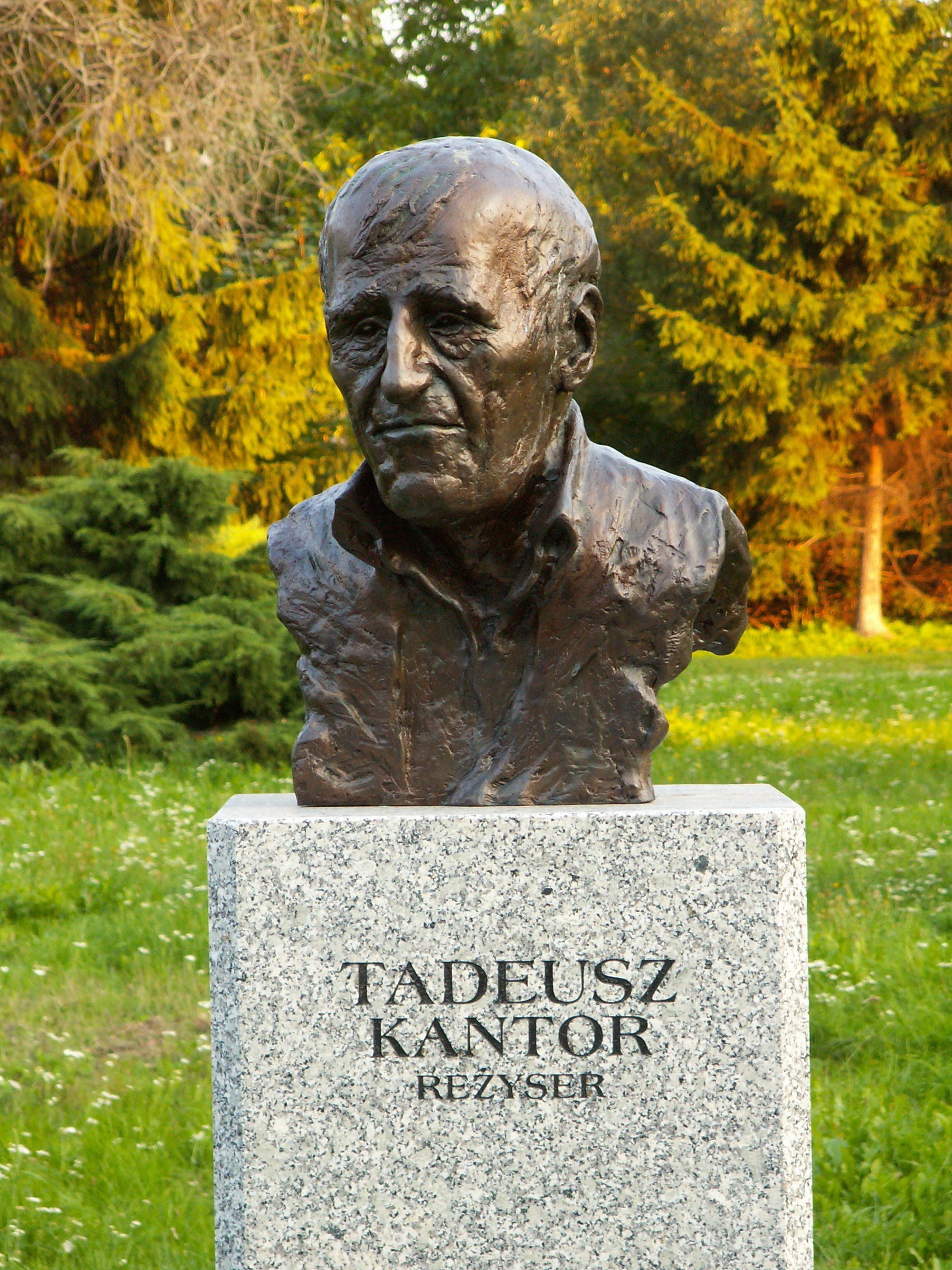
Byst över Tadeusz Kantor, i Kielce, Polen.

Tadeusz Kantors teater inleddes med några underground-föreställningar inom ramen för den av honom grundade Teatr Niezależny ('Oberoende teatern'). Under andra världskriget och den tyska ockupationen, när polsk kulturverksamhet i princip var förbjuden, framförde gruppen i liten skala, med vänners och bekantas lägenheter som teaterlokaler, två polska klassiker: Juliusz Słowackis Balladyna och Stanisław Wyspiańskis Powrót Odysa ('Odysseus återkomst'). Detta var Kantors första försök att göra nyskapande teater med egenskapad scenografi. Senare återvände han då och då till dessa första teaterförsök i utställningar och teoretiska funderingar, och i form av citat i senare teaterföreställningar.
När det politiska tövädret inträdde i Polen omkring 1955 kunde Kantor åter börja tänka på egen teaterverksamhet. Han bildade en teatergrupp med konstnärer och konstteoretiker i bekantskapskretsen som medlemmar och valde att kalla den Cricot 2. Teatr Cricot 2:s första uppsättning var den förabsurdistiske dramatikern Witkacys (Stanisław Ignacy Witkiewicz) pjäs Mątwa ('Bläckfisken'). Den följdes 1957 av Cyrk ('Cirkusen') av gruppmedlemmen Kazimierz Mikulski. Under de följande femton åren spelades uteslutande föreställningar baserade på Witkacys texter. Det var dock inte fråga om några traditionella uppsättningar av dramatiska verk. Witkacys repliker uttalades på scenen men hade inte nödvändigtvis så mycket att göra med den sceniska handlingen som ofta var abstrakt, absurd eller fragmentarisk. Kantor kallade detta grepp för textens och handlingens parallella spår som ”inte illustrerar varandra, inte korsas, utan korresponderar genom träffande dynamiska spänningar”. Han brukade också säga att han inte spelade Witkacy utan ”spelade med” honom.
Redan i den första uppsättningen, Bläckfisken, använde Kantor grepp som senare skulle återkomma i alla Cricot 2:s föreställningar. Detta inkluderade skådespelare som rörde sig som dockor och en spelstil som påminde om stumfilmens. I Cirkus använde han sig av emballage: skådespelarna virades in i svart tyg så att de förlorade sina individuella särdrag.
Teatr Cricot 2 satte 1961 upp Witkacys W małym dworku ('På den lilla herrgården'). Den ansågs av Kantor vara ett uttryck för teatr informel ('informell teater'), döpt efter den informella bildkonst som Kantor ägnade sig åt vid den här tiden. Den informella konsten innebar abstrakta målningar med intensiva spontana känslouttryck, vilket kan ge en antydan om vilket slags teater Kantor ville skapa. I den informella teatern skulle den formlösa materien utsättas för spontana, slumpmässiga handlingar, språket skulle urarta till buller och skrik med våldsamma känsloutbrott. Föreställningen På den lilla herrgården började med att ett klädskåp öppnades och en stor hög säckar föll ut. Skådespelarna var under hela föreställningen upphängda på galgar i klädskåpet, och deras kläder blev alltmer slitna och förstörda under föreställningens gång. På scenen fanns också en stor behållare med en vev, ”som en jättelik absurd kaffekvarn” enligt Kantors eget föreställningsmanus. Det var Begravningsmaskinen, där rollfigurerna kastades ner när de dog, och hämtades upp igen när de återuppstod.
Den informella teatern följdes av teatr zerowy ('nollteater'). Här var ambitionen att skådespelarna skulle reducera sitt uttryck så mycket som möjligt. I stället för stora känslor skulle spelet utmärkas av apati, leda och likgiltighet. Detta var grundtankarna bakom föreställningen Wariat i zakonnica ('Dåren och nunnan') med text av Witkacy. Här försiggick spelet ovanpå några staplar med hopfällbara stolar som kunde sättas i rörelse med en specialgjord mekanism, vilket gjorde att skådespelarna fick kämpa för att hålla balansen och inte kastas av scenen. Denna konstruktion kallade Kantor ”aneantiseringsmaskin”. Den skulle aneantisera, det vill säga förinta, varje försök av skådespelarna att göra traditionell teater.
Under de följande åren sysslade Kantor mycket med happening, och han kallade också sin version av Witkacys Kurka wodna ('Sumphönan') 1967 för Happeningteater. Föreställningen utspelades till en början i ett slags kaotisk kafémiljö där servitörer sprang omkring och serverade kaffe till publik och skådespelare. Skådespelarna gick omkring i stora rockar, fullastade med väskor och paket – ännu ett exempel på fascinationen för emballage. Det var mycket prat, skrik och andra ljud, och först så småningom började replikerna från Witkacys pjästext höras genom larmet. Den sceniska handlingen var fortfarande kaotisk med människor som utförde diverse mer eller mindre absurda handlingar som inte alltid tycktes ha med pjäsreplikerna att göra. På scenen fanns ett vattenfyllt badkar som representerade en liknande funktion som Begravningsmaskinen i På den lilla herrgården.
Efter några år började Kantor tycka att happeningen med dess fokus på publikdeltagande hade spelat ut sin roll. Nästa etapp kallade han den omöjliga teatern eller teater ”i” (som i ”impossible”). Här var tanken att publiken skulle mötas av så många olika intryck och händelser att det skulle bli omöjligt att få en helhetsbild. En viktig förändring i Kantors teatersyn var också att han nu menade att teaterföreställningen skulle utgöra grund för en mental process hos åskådaren. Tidigare hade det viktiga varit att visa fram ett stycke materiell verklighet på scenen (i motsats till fiktion eller illusion). Dessutom ansåg sig Kantor nu ha nått så långt inom teatern att det var omöjligt att komma vidare. Föreställningen inom denna etapp var Nadobnisie i koczkodany ('Sötnosar och markattor'), återigen med text av Witkacy och med premiär 1972. Den inleddes med att åskådarna visades in i teaterns garderob, där ovänliga garderobiärer skrek åt dem. Då och då kom personer in genom dörrar märkta ”Ingång till teatern”, som om den verkliga föreställningen pågick därinne, i en lokal som var omöjlig att nå för åskådarna. Den sceniska handlingen påminde om handlingen i Sumphönan, alltså ett splittrat intryck med ett myller av händelser. Här förekom bland annat en råttfälla i människostorlek och en bur där en demonisk hertiginna satt instängd under hela föreställningen.

### Efter 1975: Dödens teater

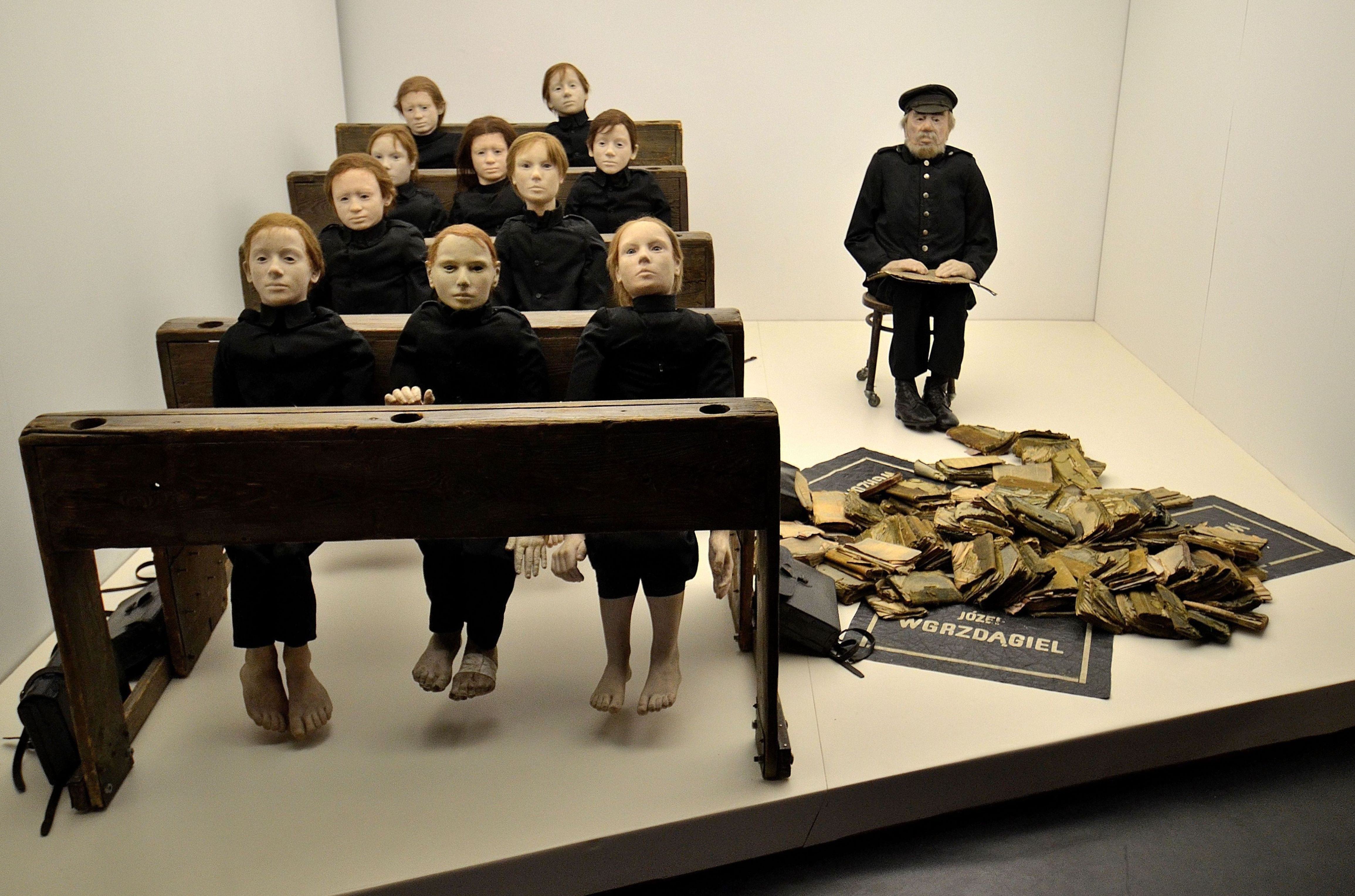
Skolbänkar och dockor i naturlig storlek. Del av scenografin till Den döda klassen (1975).

Umarła klasa ('Den döda klassen'), med premiär 1975, var den första föreställningen inom etappen dödens teater. Kantor höll fast vid denna beteckning för alla sina kommande uppsättningar. Efter Den döda klassen kom Wielopole Wielopole (1980), Niech szczezną artyści ('Låt konstnärerna dö'; 1985), Nigdy tu już nie powrócę ('Jag kommer aldrig tillbaka hit'; 1988) och Dziś są moje urodziny ('Idag är min födelsedag'; 1991). Under denna tid gjorde Kantor också några så kallade cricotage, ett mellanting mellan kortteater och happening: Gdzie są niegdysiejsze śniegi ('Var är snön från i fjol?'), Ślub ('Vigseln'), Maszyna miłości i śmierci ('Kärleks- och dödsmaskinen'), Une très courte leçon ('En mycket kort lektion') och Ô douce nuit ('O, stilla natt').
Principerna bakom dödens teater innebar delvis ett brott mot vad som tidigare gällt. Illusionen/fiktionen fick här en ny och starkare roll. Kantor hade blivit besviken på resultaten av sina försök att utplåna gränserna mellan konst och liv, och mellan scen och salong, i sina tidigare teaterformer. Hans nya syn var att verkligheten på scenen måste ha sin motpol i illusionen, det viktiga var att den dynamiska spänningen mellan verklighet och illusion fanns kvar och att ingen sida tilläts ta över. Han liknade denna spänning vid hur det ser ut i marknadstältet när gycklarna är klara med dagens föreställning: dekor och kostymer ligger kvar på den övergivna scenen och visar upp sin fattiga, råa materialitet, samtidigt som de omges av en mystisk aura av teatermagi och sorg över förlusten av det liv som nyss fyllde dem.
Dödens teater var i stor utsträckning självbiografisk. På scenen gestaltades personer, minnen och drömmar från Kantors barndom och ungdom, vilket konstnären nu valde att räkna som verklighet och inte illusion. Det konkreta, fysiska tinget på scenen utgjorde en mångtydig symbol (som tolkades i åskådarens fantasi), och den konkreta, sceniska handlingen var en återspegling av minnets bilder av det förflutna.
Redan tidigare hade dockor förekommit i Kantors teater, och nu blev de ett ständigt återkommande inslag. Dockan var en gränsgestalt mellan skådespelare och ting: den ser levande ut men är död och fick ofta representera just minnen av de döda. Ett nytt och viktigt inslag var Kantors utökade närvaro på scenen. I dödens teater fungerade han som ett slags dirigent eller spelledare som gav olika tecken och instruktioner till skådespelarna, troligen ett sätt att visualisera att det som visades på scenen var hans egna inre bilder. Ytterligare ett nytt inslag var att skådespelarna ofta ”frös” några sekunder i simulerade fotografier, som en symbol för det omöjliga i att hålla kvar en förlorad värld.
Grundmotivet i Den döda klassen är att ett antal åldringar återvänder till sin barndoms skola, som representeras av gamla skolbänkar. De bär med sig naturtrogna dockor föreställande sig själva som barn. Detta interfolieras med textfragment och situationer från texter av Witkacy, Witold Gombrowicz och Bruno Schulz.
Wielopole Wielopole har sitt namn efter Kantors födelsestad och utspelas i ett rum från Kantors barndom, där döda släktingar och vänner dyker upp och försvinner. Begravningar, avrättningar, marscherande soldater, scener ur Bibeln och judiska religiösa ceremonier är återkommande inslag.

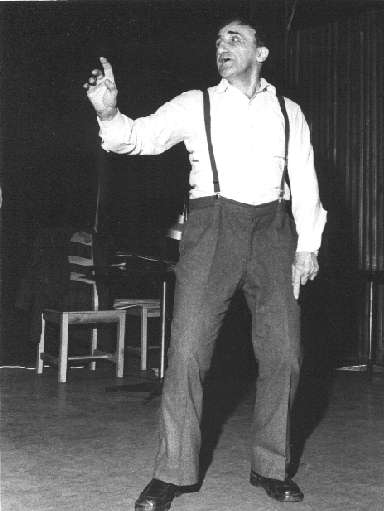
Tadeusz Kantor under föreställningen Låt konstnärerna dö, 1985.

I Låt konstnärerna dö fortsätter minnen från olika perioder i Kantors liv att dyka upp, tillsammans med döda konstnärer från olika tider och figurer från deras verk, samt en apokalyptisk ryttare på ett hästskelett. Stundom uppträder skådespelarna som marknadsgycklare i komiska nummer; Kantor kallade nämligen föreställningen för ”revy”.
Titeln på nästa uppsättning, Jag kommer aldrig tillbaka hit, syftar enligt en intervju med Kantor på att han inte ville återvända till hemstaden Kraków där hans teater blev sämre mottagen än på andra ställen. Även i denna föreställning uppträder marknadsgycklare, nu i gestalt av figurer från Teatr Cricot 2:s gamla uppsättningar. Skolbänkarna från Den döda klassen återkommer, likaså motiv från Odysseus återkomst, en av underground-föreställningarna från tyska ockupationstiden. En stråkorkester med åtta nazistiska soldater spelar militärmarscher och judiska sånger. I slutet packas hela ensemblen in i svart tyg, som ett gigantiskt begravningsemballage. Kantor själv är den siste att lämna scenen.
Några veckor före den planerade premiären av Idag är min födelsedag avled Tadeusz Kantor. Föreställningen hade ännu inte fått sin slutgiltiga form, men skådespelarna beslutade ändå att spela den på turné i Europa och USA åren 1991–92. Idag är min födelsedag utspelas i Kantors ateljé, där än en gång gestalter från hans barndom och konstnärsliv kommer på besök. Ett delvis nytt inslag är poliser, spioner och politiska kommissarier från kommunisttiden – eftersom kommunismen nyligen fallit kunde Kantor för första gången visa sådant offentligt – som hotar att ta över rummet och tränga ut Kantor själv. I stället för den avlidne regissören står hans tomma stol med skylten ”Kantor” på scenen vid ett bord med en kaffekopp och ett familjefoto. I några scener finns även hans inspelade röst med. En av de sista scenerna handlar om Kantors begravning, vilket tyder på att regissören själv kände på sig att slutet var nära.
Efter 1992 har ingen av Kantors föreställningar spelats. Ensemblen ansåg att de var alltför intimt förknippade med sin upphovsman för att kunna fungera utan honom. De flesta skådespelarna i Teatr Cricot 2 skrev också under ett gemensamt avtal att inte uppträda under namnet Cricot 2 i fortsättningen.

## Kantormuseer

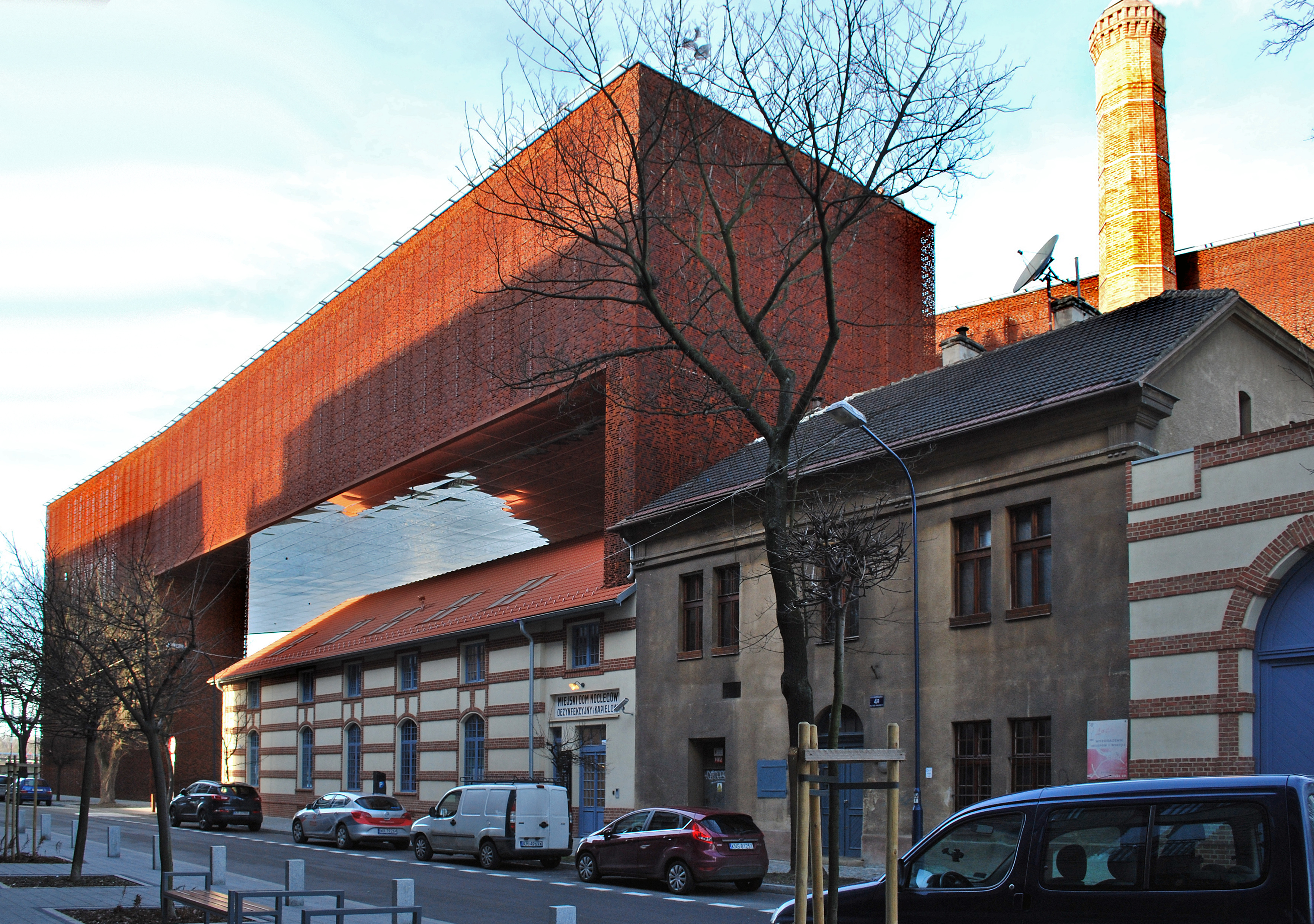
Cricoteka, Centre for the Documentation of the Art of Tadeusz Kantor; arkiv, bibliotek och utställningslokal över Tadeusz Kantors verksamhet.

I många år fanns inget riktigt museum över Kantors konst och teater. Dock fanns en liten lokal i Krakóws centrum, Cricoteka, som fungerade som arkiv, bibliotek och utställningslokal. 2014 öppnades Cricotekas nya byggnad, med stora utställningsytor och hörsal. Förutom utställningar om Kantors verksamhet visas här också samtida bildkonst och performance i Kantors anda. Till Cricoteka hör även Kantors kombinerade bostad och ateljé i Krakóws centrum som är öppen för besökare.
I konstnärens barndomshem, prästgården i Wielopole Skrzyńskie, finns ett litet Kantormuseum med bland annat minnen från hans uppväxt.
I Kantors sommarhus i Hucisko utanför Kraków, ritat och projekterat av honom själv, finns en samling av hans och hans hustru Maria Stangrets konst liksom en av hans två förverkligade stolskulpturer. Huset fungerar som bostad för gästande konstnärer men är ibland även öppet för allmänheten.